# Лејк Сити (Ајова)
Лејк Сити (енгл. Lake City) град је у америчкој савезној држави Ајова. По попису становништва из 2010. у њему је живело 1.727 становника.

## Демографија
Према попису становништва из 2010. у граду је живело 1.727 становника, што је -60 (-3.4%) становника више него 2000. године.
| Група             | 2000.         | 2010.         |
| Белци             | 1.753 (98,1%) | 1.687 (97,7%) |
| Афроамериканци    | 1 (0,1%)      | 3 (0,2%)      |
| Азијати           | 4 (0,2%)      | 4 (0,2%)      |
| Хиспаноамериканци | 19 (1,1%)     | 21 (1,2%)     |
| Укупно            | 1.787         | 1.727         |